# Котов, Сергей Архипович
Сергей Архипович Котов (род. 9 января 1950, Казань, Татарская АССР, РСФСР, СССР) — советский и российский хоккеист и тренер, Заслуженный тренер России, Мастер спорта международного класса.

## Биография
Родился 9 января 1950 года. В возрасте 14 лет начал играть в юношеской команде СК имени Урицкого, в 1968 году был принят в основной состав, где играл до 1970 года, после чего был призван в ЦСКА. Сыграв за клуб одну игру, остаток сезона провёл в куйбышевском СКА, в следующем сезоне был возвращён в столичную команду.
С 1972 по 1983 год играл в ХК Крылья Советов в Москве. Являлся чемпионом СССР 1972 и 1974 гг., а также в 1974 году стал обладателем Кубка СССР. Провёл 454 матча, забросил 178 шайб, сделал 131 голевую передачу. В 1974 и 1976 гг. признан одним из лучших хоккеистов СССР. Был приглашён в сборную СССР. В 1975-76 гг. принял участие в матчах с профессиональными хоккеистами НХЛ.
Начиная с 1984 года работал в качестве тренера — тренировал ХК Крылья Советов и Клагенфурт (Австрия).